# Tuốc nơ vít

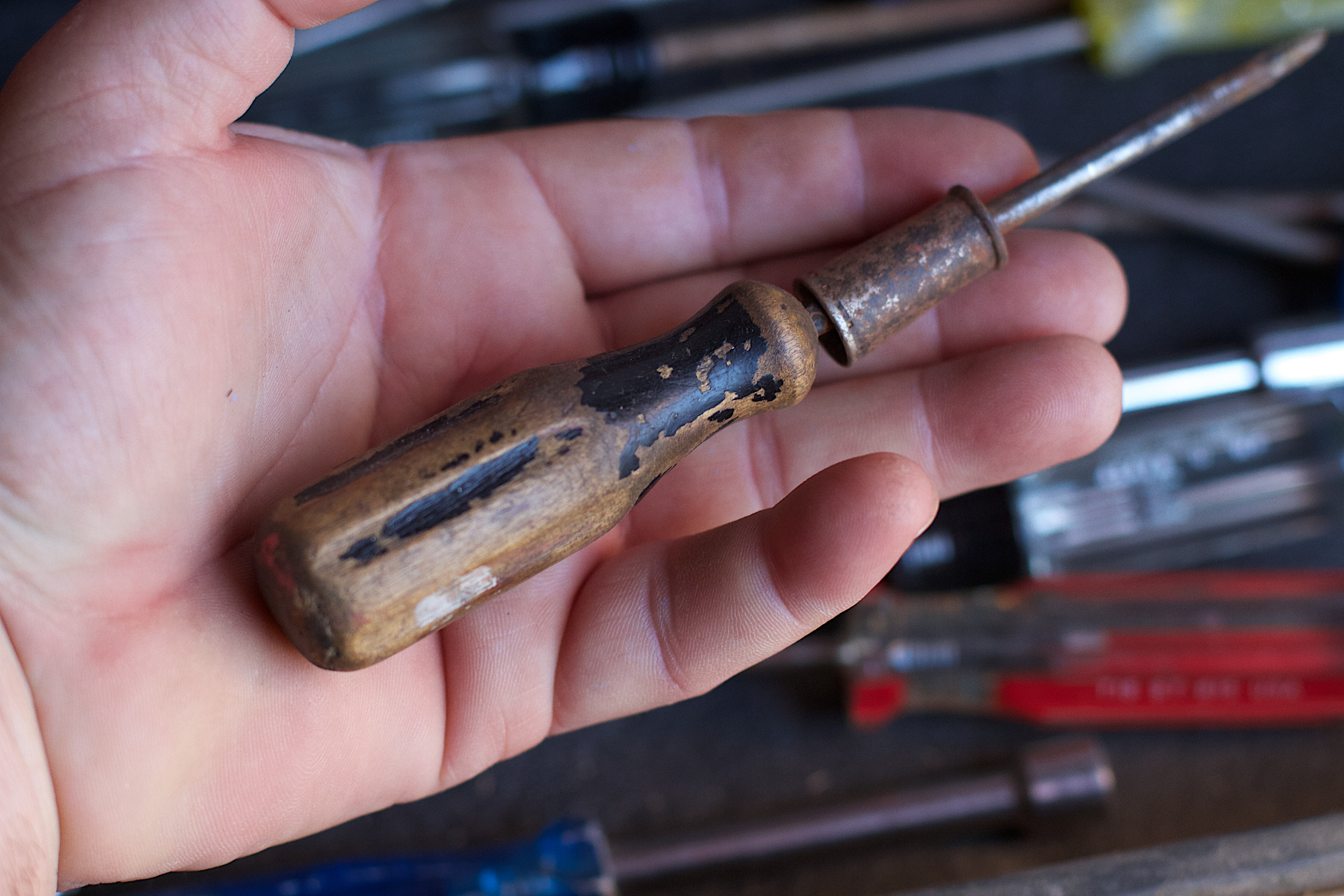
Một cái tuốc vít cầm tay

Tuốc nơ vít (phiên âm tiếng Pháp của từ gốc tournevis) hay tua vít, tuốc vít hoặc tô vít, hay còn gọi là cây dùi là một dụng cụ, dùng tay hoặc dùng điện, dùng để siết chặt hoặc gỡ bỏ ốc vít. Một tuốc nơ vít điển hình đơn giản có tay cầm và một trục, và một đầu vít để người dùng chèn vào đầu của tuốc nơ vít để quay ốc vít. Trục thường được làm bằng thép cứng để chống uốn hoặc xoắn. Đầu vặn vít có thể được làm cứng hơn để chống mài mòn, xử lý bằng một lớp phủ tối màu để cải thiện độ tương phản hình ảnh giữa mũi và vít, hoặc được xử lý để tăng thêm độ bám. 
Tay cầm của cây dùi thường làm bằng gỗ, kim loại hoặc nhựa và thường có hình trụ lục giác đều, hình vuông, hình bầu dục trên mặt cắt ngang nhằm cải thiện độ bám và làm tuốc nơ vít không bị lăn khi đặt xuống nền. Một số tuốc nơ vít dùng tay có đầu mũi có thể hoán đổi cho nhau để cắm vào lỗ trên đầu của trục quay và được gắn vào bằng lực cơ học hoặc lực từ tính. Chúng thường có một tay cầm rỗng có chứa nhiều loại đầu vặn với kích cỡ và đỉnh vặn khác nhau, và có lẫy một chiều nhằm cho phép quay tuốc nơ vít nhiều vòng mà không cần phải thay đổi vị trí đầu vặn hoặc tay của người dùng.
Tuốc nơ vít được phân loại theo đầu vặn của nó, gồm các hình dạng để phù hợp với các bề mặt-khe, rãnh, v.v... trên đầu vít tương ứng. Sử dụng đúng cách yêu cầu đầu vặn của tuốc nơ vít ôm vừa khít vào phần đầu của một trục vít có cùng kích thước và kiểu như mũi tuốc nơ vít. Các đầu vặn tuốc nơ vít được phân loại theo kiểu loại và kích cỡ (Xem danh sách các ổ trục vít). Hai loại phổ biến nhất là loại vít có rãnh, và loại Phillips.

## Sách tham khảo
- Rybczynski, Witold (2000), One good turn: a natural history of the screwdriver and the screw, Scribner, ISBN 978-0-684-86729-8, LCCN 00036988, OCLC 462234518.Various republications (paperback, e-book, braille, etc). | Bài viết này vẫn còn sơ khai. Bạn có thể giúp Wikipedia mở rộng nội dung để bài được hoàn chỉnh hơn. |